# George Gerbner
George Gerbner (8 de Agosto 1919 - 24 de Dezembro 2005) foi um teórico da comunicação, fundador da "teoria da enculturação" e poeta.
Nascido em Budapeste, Hungria, emigrou para a América em 1939. Gerbner graduou-se em jornalismo na Universidade da California, Berkeley em 1942. Trabalhou parao "San Francisco Chronicle" como escritor, colunista e editor financeiro assistente. Foi recrutado pelo Exército dos Estados Unidos em 1943. Integrou o Gabinete de Serviços Estratégicos enquanto esteve ao serviço e recebeu a medalha "Bronze Star Medal".
Depois da guerra trabalhou como escritor freelancer e publicista e ensinou jornalismo no "El Camino College" enquanto fazia o Mestrado (1951) e o Doutorado (1955) em comunicação pela University of Southern California. A sua dissertação, "Toward a General Theory of Communication," ganhou o prémio USC- University of Southern California,  para a melhor dissertação.
Foi Reitor em "Annenberg School for Communication at the University of Pennsylvania" (1964-1989) e em "Bell Atlantic".  Professor de telecomunicação na "Temple University" desde 1997.
Foi-lhe diagnosticado cancro em Novembro de 2005. 
Morreu em 24 de Dezembro de 2005 no seu apartamento no centro de Filadélfia.